# Chen Xiexia
Chen Xiexia (8 de janeiro de 1983, em Panyu, Guangzhou, Guangdong) é uma ex-halterofilista chinesa.
Durante o Campeonato Asiático de 2007, Chen Xiexia definiu um recorde mundial no arremesso—120 kg na categoria até 48 kg.
Ele foi campeã mundial em 2007, com 214 kg no total combinado (96 no arranque e 118 no arremesso), e campeã olímpica em 2008 (212 kg), na categoria até 48 kg. Porém, foi desclassificada e perdeu o título olímpico em janeiro de 2017 após a reanálise de seu teste antidoping acusar o uso das substâncias proibidas GHRP-2 e GHRP-2 M2 (metabólito).
Quadro de resultados
| Ano  | Posição | Competição                       | Classe de peso | Marca           |
| 2007 | 1.      | Campeonato Asiático em Tai'an    | –48 kg         |                 |
| 2007 | 1.      | Campeonato Mundial em Chiang Mai | –48 kg         | 214 kg (96+118) |
| 2008 | DSQ     | Jogos Olímpicos                  | –48 kg         | 212 kg (95+117) |